# 梅芳翠
梅芳翠（1988年8月6日—）是越南的模特兒與電影演員，出生於河內市，曾經參加2006年的越南小姐選美活動獲得冠軍。